# Wasserturm Strasburg

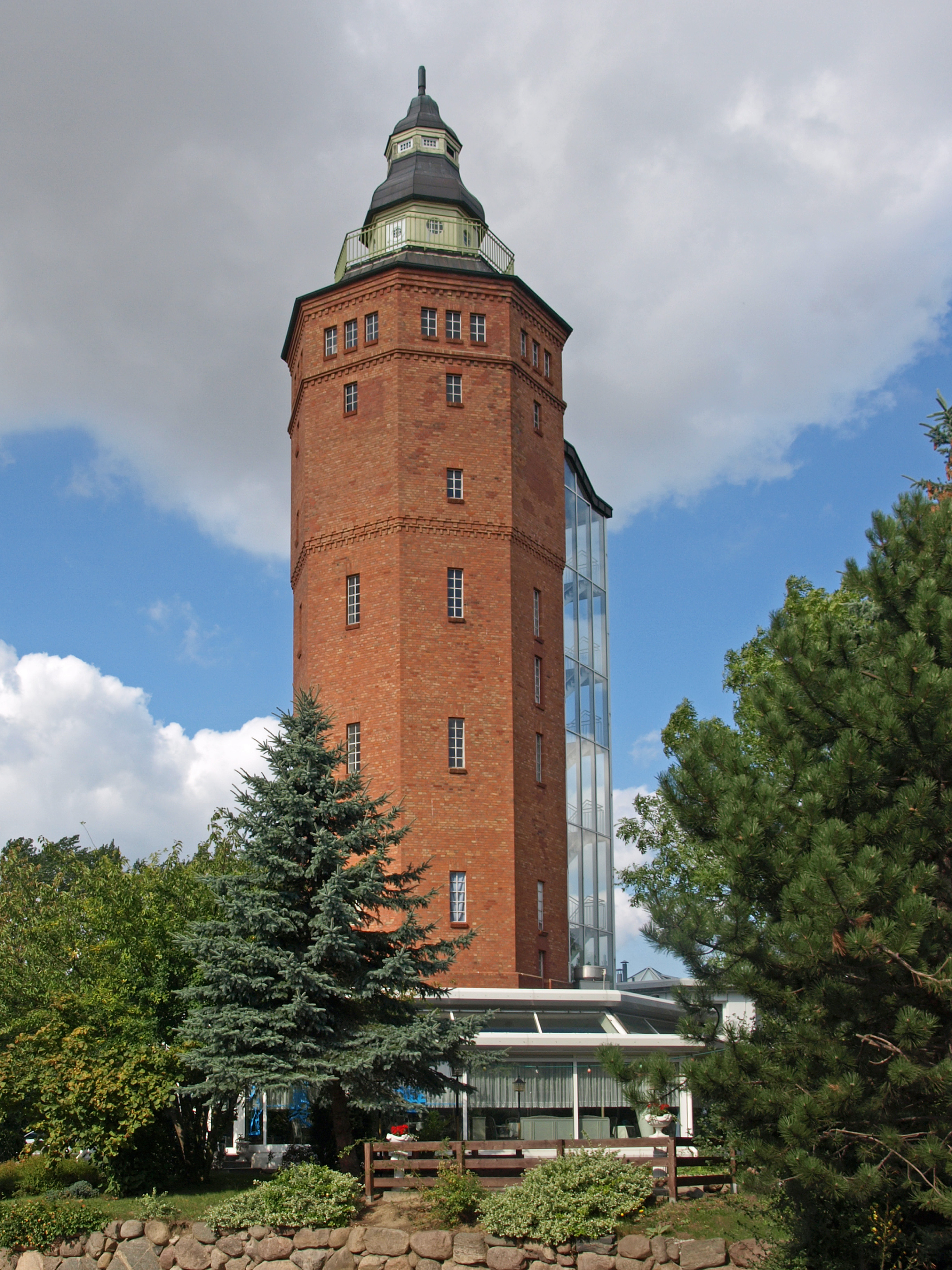
Wasserturm Strasburg

Der ehemalige Wasserturm in Strasburg (Uckermark) in Mecklenburg-Vorpommern, Lindenstraße 2b, wurde 1927–1928 erbaut und steht unter Denkmalschutz. Heute wird der Turm als Hotel mit Restaurant genutzt.

## Geschichte
Der achteckige, siebengeschossige, verklinkerte und 36 Meter hohe Wasserturm mit einem zweigeschossigen gestuften Aufsatz mit einer Glockenhaube wurde auf Initiative des Bürgermeisters Hermann Merck für das örtliche Wasserwerk errichtet. Er wurde zum Wahrzeichen der Stadt.
Der Turm wurde um 2010/2014 umgebaut für die Nutzung als Hotel mit 15 Zimmern und erhielt nördlich einen rechteckigen gläsernen Anbau für ein Treppenhaus und einen Aufzug. Ein weiterer eingeschossiger Bau dient als Restaurant.
Für die Wasserversorgung ist heute der Zweckverband für Wasserver- und Abwasserentsorgung Strasburg zuständig.